# Frauenliebe - Frauenleid
Pour plus de détails, voir Fiche technique et Distribution.
Frauenliebe - Frauenleid est un film allemand réalisé par Augusto Genina, sorti en 1937.

## Fiche technique
- Titre : Frauenliebe - Frauenleid
- Réalisation : Augusto Genina
- Scénario : Augusto Genina
- Photographie : Herbert Körner (en)
- Montage : Waldemar Gaede
- Musique : Peter Kreuder
- Pays d'origine : Allemagne
- Format : Noir et blanc - 1,37:1 - Mono
- Genre : drame
- Durée : 99 minutes
- Date de sortie : 1937

## Distribution
- Magda Schneider : Marie Haßler
- Iván Petrovich : Hans Martenrood
- Oskar Sima : Toni Huber
- Anton Pointner : inspecteur Düring
- Peter Bosse (en) : Peter
- Ernst Behmer : Diener Johnson
- Anda Bori : Kitty Astor
- Heinrich Schroth : le médecin
- Maria Seidler : l'infirmière
- Anita Mey : la dame
- Philipp Manning (en) : le majordome
- Erich Fiedler (en) : le serviteur
- Gerhard Dammann (en) : le gérant de l'hôtel
- Erich Kestin (en) : le veilleur de nuit
- Alexa von Porembsky : Frieda, la femme de ménage
- Margarete Kupfer : la portière
- Eduard Bornträger (en) : le directeur de la salle de concert
- Maria Krahn : la femme âgée
- Karl Harbacher : l'homme âgé
- Erich Dunskus : Müller